# Машинско учење
Машинско учење (енгл. Machine learning, ML) је подобласт вештачке интелигенције чији је циљ конструисање статистичких алгоритама и рачунарских система који су способни да се адаптирају на аналогне нове ситуације и уче на бази искуства. Развијене су различите технике учења за извршавање различитих задатака. Прве које су биле предмет истраживања, тичу се надгледаног учења за дискреционо доношење одлука, надгледаног учења за континуирано предвиђање и појачано учење за секвенционално доношење одлука, као и ненадгледано учење. До сада најбоље схваћен од свих наведених задатака је одлучивање преко једног покушаја (енгл. one-shot learning). Рачунару је дат опис једног објекта (догађаја или ситуације) и од њега се очекује да као резултат избаци класификацију тог објекта. На примјер, програм за препознавање алфанумеричких знакова као улазну вриједност има дигитализовану слику неког алфанумеричког знака и као резултат треба да избаци његово име.
Алгоритми машинског учења могу да уче из података и генерализују на невидљиве податке, и на тај начин обављају задатке без експлицитних упутстава. Недавно су вештачке неуронске мреже успеле да надмаше многе претходне приступе у погледу перформанси. Приступи машинском учењу су примењени у многим областима укључујући обраду природног језика, компјутерски вид, препознавање говора, филтрирање електронске поште, пољопривреду и медицину. ML је познато по својој примени на пословне проблеме под називом предиктивна аналитика. Иако није свако машинско учење статистички засновано, рачунарска статистика је важан извор метода у овој области.
Математичке основе машинског учења су обезбеђене методама математичке оптимизације (математичко програмирање). Истраживање података је сродна (паралелна) област проучавања, која се фокусира на истраживачку анализу података кроз учење без надзора. Са теоријске тачке гледишта, вероватно приближно тачно учење пружа оквир за описивање машинског учења.

## Историја
Термин машинско учење сковао је 1959. Артур Семјуел, док је био запослен у IBM-у, који је пионир у области компјутерских игара и вештачке интелигенције. У овом временском периоду коришћен је и синоним самоучећи рачунари.
Иако је најранији модел машинског учења уведен током 1950-их када је Артур Семјуел изумео програм који је израчунао добитну шансу у дамама за сваку страну, историја машинског учења има корене уназад до деценија људског настојања и напора да се проучавају људски когнитивни процеси. Канадски психолог Доналд Хеб је 1949. године објавио књигу Организација понашања, у којој је представио теоријску неуронску структуру формирану одређеним интеракцијама међу нервним ћелијама. Хебов модел неурона који међусобно комуницирају поставио је основу за то како AI и алгоритми за машинско учење функционишу под чвориштима, или вештачким неуронима које рачунари користе за комуникацију података. Други истраживачи који су проучавали људске когнитивне системе такође су допринели савременим технологијама машинског учења, укључујући логичара Валтера Питса и Ворена Макалока, који су предложили ране математичке моделе неуронских мрежа како би дошли до алгоритама који одражавају људске мисаоне процесе.
До раних 1960-их, компанија Рејтион развила је експерименталну „машину за учење“ са меморијом на бушеној траци, названу Сајбертрон, за анализу сигнала сонара, електрокардиограма и говорних образаца користећи рудиментарно поткрепљено учење. Људски оператер/учитељ ју је стално „обучавао“ да препозна обрасце и била је опремљена дугметом „бесмислица“ да би се упутила да поново процени погрешне одлуке. Репрезентативни рад о истраживању машинског учења током 1960-их била је Нилсонова књига о машинама за учење, која се углавном бавила машинским учењем с циљем класификације образаца. Интересовање везано за препознавање образаца наставило се током 1970-их, како су то описали Дуда и Харт 1973. године. Године 1981, објављен је извештај о коришћењу наставних стратегија тако да вештачка неуронска мрежа научи да препозна 40 знакова (26 слова, 10 цифара и 4 специјална симбола) са рачунарског терминала.
Том М. Мичел је дао широко цитирану, формалнију дефиницију алгоритама који се проучавају у области машинског учења: „Каже се да компјутерски програм учи из искуства Е у односу на неку класу задатака Т и меру учинка П, ако се његов учинак на задацима у Т, мерено са П, побољшава са искуством Е.“ Ова дефиниција задатака у којима се машинско учење бави нуди фундаменталну оперативну дефиницију, али не дефинише поље у когнитивном смислу. Овом је следио предлог Алана Тјуринга у његовом раду „Рачунарска машина и интелигенција”, у којем се питање „Могу ли машине да мисле?” замењује питањем „Могу ли машине да ураде оно што ми (као мислећи ентитети) можемо?“.
Савремено машинско учење има два циља. Један је да се класификују подаци на основу модела који су развијени; а други је да се на основу модела направе предвиђања за будуће исходе. Хипотетички алгоритам специфичан за класификацију података може да користи компјутерски приказ младежа у комбинацији са надгледаним учењем како би се обучио да класификује канцерогене младеже. Алгоритам машинског учења за трговање акцијама може информисати трговца о будућим потенцијалним предвиђањима.